# Phryxe maculata
Phryxe maculata är en tvåvingeart som beskrevs av Jean-Baptiste Robineau-Desvoidy 1863. Phryxe maculata ingår i släktet Phryxe och familjen parasitflugor.
Artens utbredningsområde är Frankrike. Inga underarter finns listade i Catalogue of Life.